# Куцылло, Вероника Иосифовна
Вероника Иосифовна Куцылло (род. 24 июля 1967, Братск) — российский журналист, заместитель главного редактора журнала «Дилетант», бывший заместитель главного редактора «Коммерсантъ-Власть», главный редактор сайта «Открытая Россия» (openrussia.org) и «МБХ медиа». 4 октября 2022 года Минюст России внёс Куцылло в список СМИ — «иностранных агентов».

## Биография
Родилась в 1967 в Братске.
Выросла в Казахстане.
В 1994 году окончила факультет журналистики МГУ. С 1990 года работала корреспондентом в еженедельнике «Коммерсантъ» и в информационном агентстве «Постфактум». Специализировалась на политической журналистике и парламентских репортажах. С января 1997 года редактор, с ноября 1997 года — заведующая отделом политики Издательского дома «Коммерсантъ». В мае 2000 года назначена заместителем главного редактора журнала «Коммерсантъ-Власть».
В 1993 году опубликовала книгу «Записки из Белого дома», посвящённую событиям сентября-октября 1993 года и встреченную противоречиво:

События, происходившие в БД, настолько не присутствуют в книге, что спорить попросту не о чем. Жанр этой книги — производственный — не роман — очерк. О нелегкой и опасной работе журналиста: спешка, дэдлайн, бесконечная тусовка «кто-что-кому сказал», сплошной театр, где журналисты — лихие зрители, они же и главные действующие лица.— Е. А., «Век XX и мир»
В 1995 году Вероника Куцылло обратилась в Конституционный суд РФ с запросом о том, соответствует ли Конституции московское законодательство о порядке регистрации жителей Москвы; в результате этого обращения Конституционный суд принял решение о незаконности взимания платы за прописку на территории Москвы.
В 2011 ушла из журнала «Коммерсантъ-Власть».
С января 2012 года — заместитель главного редактора журнала «Дилетант».
С июля 2012 года до закрытия портала в феврале 2013 года — заместитель главного редактора портала OpenSpace.ru.
С 2014 по 2017 год — главный редактор сайта «Открытая Россия» (openrussia.org).
С декабря 2017 года до закрытия издания в августе 2021 года — главный редактор «МБХ медиа».
В феврале 2022 года стала главным редактором интернет-издания «Полигон.Медиа».
14 октября 2022 года Минюст России внёс Куцылло в список СМИ — «иностранных агентов».

## Книги
- Вероника Куцылло. Записки из Белого дома. — «Коммерсантъ», 1993. — 160 с. — 50 000 экз. — ISBN 5-900728-01-3.

## Награды
В 2000 году Вероника Куцылло стала первым журналистом, лично получившим премию имени Герда Буцериуса «Свободная пресса Восточной Европы» (Gerd Bucerius-Förderpreis Freie Presse Osteuropas).

Вероника Куцылло получает награду за высокий журналистский профессионализм, который проявляется как в написании статей, так и в руководстве отделом политики газеты «Коммерсантъ-Daily», за мужественную защиту демократии в России, особенно в связи с попыткой государственного переворота в конце лета в 1991 году.— ZEIT-Stiftung

Вероника Куцылло получила двадцать тысяч немецких марок, в частности, за книгу «Записки из Белого дома», посвященную событиям сентября—октября 1993 года, за серию статей о проблеме прописки и за работу руководителем отдела политики ИД «Коммерсантъ» в целом.— Газета «Коммерсантъ», № 090 от 23 мая 2000